# Сисе (насеље)
Сисе (фр. Cissé) насеље је и општина у западној Француској у региону Поату-Шарант, у департману Вијена која припада префектури Поатје.
По подацима из 2011. године у општини је живело 2598 становника, а густина насељености је износила 153,55 становника/km². Општина се простире на површини од 16,92 km². Налази се на средњој надморској висини од 146 метара (максималној 151 m, а минималној 103 m).

## Демографија
| 1962. | 1968. | 1975. | 1982. | 1990. | 1999. | 2011. |
| ----- | ----- | ----- | ----- | ----- | ----- | ----- |
| 853   | 849   | 1.080 | 1.716 | 1.858 | 1.977 | 2.598 |

График промене броја становника у току последњих година